# 遠軽町立東小学校望の岡分校
遠軽町立東小学校望の岡分校（えんがるちょうりつ ひがししょうがっこうのぞみのおかぶんこう）は、北海道紋別郡遠軽町にある東小学校の分校である。

## 概要
- 本校は、全国的にも珍しい民間の児童自立支援施設として1914年（大正3年）に創設された北海道家庭学校内に、2009年（平成21年）4月に開校した学校である。本学校での公教育導入は、30年来の課題だった。
- 「北海道家庭学校」自体は、男子しか入校できないため、本分校も男子しか入学できない。

## 沿革
- 2009年（平成21年）
  - 4月1日 - 開校[1]。
  - 4月6日 - 開校式挙行。

## 在籍者数
| 学年 | 1年 | 2年 | 3年 | 4年 | 5年 | 6年 | 特別支援 | 合計 |
| ---- | --- | --- | --- | --- | --- | --- | -------- | ---- |
| 学級 | 0   | 0   | 0   | 1   | 0   | 0   | 1        | 2    |
| 児童 | 0   | 0   | 0   | 2   | (2) | (2) | 4        | 6    |

- 2023年（令和5年）5月1日時点[2]

## アクセス
- 遠軽ターミナル（遠軽駅前）から、遠軽町営バス社名淵線で「家庭学校」バス停下車後、徒歩約550m・約8分。
- JR石北本線遠軽駅から、
  - 徒歩で遠軽ターミナルまで移動し、上述の町営バスで「家庭学校」バス停下車後、徒歩。
  - 車で約5km・約8分。